# Daisy de Melker
Daisy Louisa C. De Melker, meglio nota come Daisy de Melker (Provincia del Capo Orientale, 1º giugno 1886 – Pretoria, 30 dicembre 1932), è stata un'infermiera e assassina seriale sudafricana, che a Germiston ha avvelenato i suoi due mariti con della stricnina per intascare i soldi dell'assicurazione sulle loro vite e la loro eredità, e avvelenato il suo unico figlio con l'arsenico per motivi mai ben chiariti. È stata la seconda donna ad essere stata impiccata in Sudafrica.
Daisy de Melker è stata accusata di tre omicidi, ma è stata condannata solo per uno, quello del giovane figlio. Le accuse di aver avvelenato i suoi mariti non sono mai state dimostrate in tribunale.

## Biografia

### Primi anni
Daisy Hancorn-Smith nacque a Seven Fountains vicino a Grahamstown in Sudafrica, paese in cui visse fino ai dodici anni assieme ai genitori e ai suoi undici fratelli per poi trasferirsi a Bulawayo, Rhodesia (oggi Zimbabwe). Tre anni dopo entrò alla Good Hope Seminary School di Città del Capo. Tornò a Rhodesia nel 1903, ma annoiata dalla vita rurale riparte nuovamente per il Sudafrica lavorando come infermiera presso una casa di cura, la Berea Nursing Home a Durban.
Durante una delle sue vacanze in Rhodesia, Daisy incontrò e poi si innamorò di Bert Fuller, un giovane funzionario del Dipartimento per gli Affari di Broken Hill. Tra i due nacque una relazione, e insieme progettarono di sposarsi, fissando una data per l'ottobre 1907. Fuller però si ammalò gravemente di febbre emoglobinurica, malattia che lo portò alla morte il giorno stesso in cui i due avevano programmato di sposarsi. Fuller prima della morte aveva lasciato un testamento con un'eredità di 100 sterline alla sua fidanzata.
Nel marzo 1909, circa diciotto mesi dopo la morte di Bert Fuller, Daisy sposò William Alfred Cowle, un idraulico di Johannesburg. Lei aveva ancora 22 anni e lui 36. La coppia avrà cinque figli, quattro dei quali moriranno. Prima i due gemelli, morti in tenera età, poi il terzo figlio che cadrà ammalato e morirà per un ascesso al fegato e infine il quarto, morto per convulsioni e problemi intestinali all'età di 15 mesi. Il loro ultimo e unico figlio superstite fu Cecil Rhodes, nato nel giugno del 1911.

### Primo omicidio: William Cowle (primo marito)
La mattina dell'11 gennaio 1923, William Cowle si ammalò dopo aver assunto del solfato di magnesio preparato dalla moglie. Il primo medico che visitò Cowle non considerò grave la condizione e quindi prescrisse della miscela di bromuro per alleviare i dolori. Ma la condizione di Cowle non cambiò, e poco tempo dopo l'uscita del medico, peggiorò rapidamente. La moglie allora chiamò dei vicini e chiese l'aiuto di un altro medico. Il secondo medico ritrovò Cowle in grave stato, con dolori atroci e sintomi di avvelenamento. Schiumava dalla bocca, era blu in faccia, e urlava di dolore appena qualcuno tentava di toccarlo, morì poco dopo sotto gli occhi del medico e della moglie.
Visto i sintomi, il secondo medico sospettò di avvelenamento per stricnina e per questo si rifiutò di firmare il certificato di morte. Un'autopsia venne successivamente eseguita sotto richiesta del dottor Fergus. Le cause della morte furono nefrite cronica ed emorragia cerebrale. Daisy Cowle, l'unica beneficiaria del testamento del marito, ereditò 1795 sterline.

### Secondo omicidio: Robert Sproat (secondo marito)
All'età di trentasei anni, e tre anni dopo la morte del primo marito, Daisy Cowle sposò un altro idraulico. Il suo nome era Robert Sproat e aveva dieci anni più di lei. Nell'ottobre del 1927, Robert Sproat si ammalò gravemente. La malattia gli causò dei gravi spasmi muscolari simili a quelli sperimentati da William Cowle, ma si riprese. Poche settimane dopo, fu colpito da un secondo attacco mortale dopo aver bevuto qualche birra in compagnia della moglie e del figliastro Rhodes. Morì il 6 novembre 1927. Il Dr. Mallinick, certificò che a causare la morte furono arteriosclerosi ed emorragia cerebrale. Nessuna autopsia però fu eseguita. Dopo la morte di Robert Sproat, la vedova Daisy ereditò più di 4000 sterline, più altre 560 pagate dal fondo pensione.

### Terzo omicidio: Cecil Rhodes Cowle (figlio)
Il 21 gennaio del 1931 Daisy Sproat si sposò per la terza volta. Il nuovo marito era un vedovo, Sydney Clarence de Melker, che come i due precedenti, faceva l'idraulico. Verso la fine del febbraio 1932, Daisy de Melker aveva viaggiato da Germiston sull'East Rand a Turffontein, per ottenere l'arsenico da un farmacista. Aveva usato il suo vecchio nome, Sproat, e ottenne il veleno sostenendo di voler sopprimere un gatto malato. Meno di una settimana dopo, il 2 marzo 1932 Rhodes si ammalò al lavoro dopo aver bevuto del caffè dal thermos che la madre gli aveva preparato. Anche un collega di Rhodes, James Webster, si ammalò gravemente. Webster, che aveva bevuto poco di quel caffè, recuperò le forze nel giro di pochi giorni, Rhodes invece morì a mezzogiorno del 5 marzo. L'autopsia in seguito dichiarò che a causare la morte furono conseguenze della malaria. Il giorno seguente Rhodes fu sepolto nel cimitero di New Brixton. Il 1º aprile, de Melker ricevette 100 sterline dalla polizza di assicurazione vita di Rhodes.

#### Ipotesi dietro l'omicidio del figlio Rhodes
Al momento della morte, l'unico figlio di Daisy de Melker, aveva 20 anni. La cognata, Eileen De Melker, disse che Rhodes era un ragazzo pigro e riluttante ad alzarsi presto la mattina per andare al lavoro. Un altro testimone al processo della madre descrisse invece Rhodes come un ragazzo "brillante e coscienzioso" un "vero signore". Le varie testimonianze sono in conflitto, ma nessuna di esse ha spiegato perché Daisy de Melker decise di uccidere il figlio. Nel caso dei primi due mariti, il movente sembra chiaramente essere stato quello del guadagno economico.
Rhodes credeva che compiuti i 21 anni avrebbe ottenuto l'intera eredità. Una prima ipotesi fu quella che Rhodes cominciò a chiedere alla madre sempre più di quello che lei poteva dargli e ciò cominciò a infastidirla. La risposta più ovvia potrebbe essere che lei iniziò ad odiare il figlio, vedendolo come una delusione. Lo aveva coccolato per tutta la vita, e lui raramente mostrava apprezzamenti o affetto in cambio.

### Arresto, processo ed esecuzione
Dopo la morte del nipote, William Sproat (fratello del secondo marito di Daisy de Melker) diventò sospettoso e questi sospetti vennero trasmessi alle autorità. Il 15 aprile 1932, la polizia ottenne un ordine dal tribunale che consentì loro di riesumare i corpi di Rhodes Cowle, Robert Sproat e William Cowle.
Il primo corpo sottoposto a perizia fu quello di Rodhes Cowle. Il cadavere fu trovato insolitamente in buono stato di conservazione, cosa che è caratteristica della presenza di arsenico in grandi quantità. Il medico legale riuscì a isolare tracce di arsenico nelle viscere, spina dorsale e capelli. Anche se i corpi di William Cowle e Robert Sproat erano ormai in gran parte decomposti, tracce di stricnina furono trovate nelle vertebre di ciascun corpo. Le ossa avevano anche una strana colorazione rosata, il che suggerisce che gli uomini avevano assunto della stricnina rosa, la più comune a quel tempo.
Tracce di arsenico furono trovate anche nei capelli e nelle unghie di James Webster, collega di Rhodes sopravvissuto all'avvelenamento.
Una settimana dopo, la polizia arrestò De Melker con l'accusa di aver ucciso tutti e tre gli uomini. L'interesse sul caso De Melker comincia a crescere, e invece sui giornali la storia viene in gran parte coperta. Il farmacista di Turffontein, il signor Abraham Spilkin, dal quale De Melker aveva comprato l'arsenico per uccidere il figlio, riconosce l'assassina dalla fotografia di un giornale come "la signora D.L. Sproat", a cui aveva dato i veleni da lui registrati, e andò alla polizia.
Il processo De Melker durò 30 giorni. Sessanta testimoni furono chiamati dall'accusa e meno della metà per la difesa. Per analizzare e trovare le prove, l'accusa impiegò i servizi del Dr. J.M. Watt, un esperto tossicologo e professore di Farmacologia presso l'Università di Witwatersrand. Prima di dare il verdetto, il giudice sottolineò che l'accusa non era stata capace di dimostrare in modo esauriente che Cowle e Sproat morirono per avvelenamento da stricnina. Dicendo «Le prove non sono convincenti, non posso condannare l'imputata».
Tuttavia, egli era giunto alla "conclusione inevitabile" che De Melker aveva assassinato il figlio.
Questo fu evidente in quanto:
- Rhodes Cowle morì per avvelenamento da arsenico
- Il thermos del caffè teneva tracce di arsenico
- L'imputata aveva messo l'arsenico nel thermos
- L'ipotesi di suicidio non reggeva

Quando il giudice si rivolse alla De Melker, il volto le si sbiancò ma continuò a dichiararsi innocente.
Daisy de Melker (46 anni) fu condannata a morte per impiccagione. La sentenza venne eseguita la mattina del 30 dicembre 1932 nella prigione centrale di Pretoria.